# Danh sách đĩa đơn quán quân năm 1948 (Mỹ)
Đây là danh sách đĩa đơn đứng đầu của Hoa Kỳ trong năm 1940, được xuất bản trong tạp chí âm nhạc Billboard. Trước khi bảng liệt kê Hot 100 được phát hành chính thức vào tháng 8/1958, bảng xếp hạng Billboard đưa ra các đánh giá khác nhau vào mỗi tuần. Năm 1940, có ba loại bảng xếp hạng:
1. Bán chạy nhất (Bestseller) - Bảng xếp hạng các đĩa đơn bán chạy nhất tại các đại lý bán lẻ, dựa trên thông tin cung cấp bởi các cửa hàng được khảo sát trên toàn Hoa Kỳ.
2. Phát trên làn sóng phát thanh (được các DJ sử dụng nhiều nhất) - Bảng xếp hạng các bài hát được phát thanh trên hầu hết các đài phát thanh Hoa Kỳ, dựa trên thông tin cung cấp bởi các DJ và các đài phát thanh.
3. Jukebox (được các máy phát nhạc tự động Jukebox mở nhiều nhất[1]) - Bảng xếp hạng các bài được chơi nhiều nhất bằng máy jukeboxe trên toàn nước Mỹ.

Dưới đây là các bài hát đứng đầu bảng xếp hạng Bán chạy nhất:
| Ngày phát hành | Bài hát                               | Nghệ sĩ          | Nguồn |
| -------------- | ------------------------------------- | ---------------- | ----- |
| 3 tháng 1      | "Ballerina"                           | Vaughn Monroe    |       |
| 10 tháng 1     | "Ballerina"                           | Vaughn Monroe    |       |
| 17 tháng 1     | "Ballerina"                           | Vaughn Monroe    |       |
| 24 tháng 1     | "Ballerina"                           | Vaughn Monroe    |       |
| 31 tháng 1     | "Ballerina"                           | Vaughn Monroe    |       |
| 7 tháng 2      | "Ballerina"                           | Vaughn Monroe    |       |
| 14 tháng 2     | "Ballerina"                           | Vaughn Monroe    |       |
| 21 tháng 2     | "I'm Looking Over a Four Leaf Clover" | Art Mooney       |       |
| 28 tháng 2     | "I'm Looking Over a Four Leaf Clover" | Art Mooney       |       |
| 6 tháng 3      | "I'm Looking Over a Four Leaf Clover" | Art Mooney       |       |
| 13 tháng 3     | "Mañana (Is Soon Enough for Me)"      | Peggy Lee        |       |
| 20 tháng 3     | "Mañana (Is Soon Enough for Me)"      | Peggy Lee        |       |
| 27 tháng 3     | "Mañana (Is Soon Enough for Me)"      | Peggy Lee        |       |
| 3 tháng 4      | "Mañana (Is Soon Enough for Me)"      | Peggy Lee        |       |
| 10 tháng 4     | "Mañana (Is Soon Enough for Me)"      | Peggy Lee        |       |
| 17 tháng 4     | "Mañana (Is Soon Enough for Me)"      | Peggy Lee        |       |
| 24 tháng 4     | "Mañana (Is Soon Enough for Me)"      | Peggy Lee        |       |
| 1 tháng 5      | "Mañana (Is Soon Enough for Me)"      | Peggy Lee        |       |
| 8 tháng 5      | "Mañana (Is Soon Enough for Me)"      | Peggy Lee        |       |
| 15 tháng 5     | "Nature Boy"                          | King Cole        |       |
| 22 tháng 5     | "Nature Boy"                          | King Cole        |       |
| 29 tháng 5     | "Nature Boy"                          | King Cole        |       |
| 5 tháng 6      | "Nature Boy"                          | King Cole        |       |
| 12 tháng 6     | "Nature Boy"                          | King Cole        |       |
| 19 tháng 6     | "Nature Boy"                          | King Cole        |       |
| 26 tháng 6     | "Nature Boy"                          | King Cole        |       |
| 3 tháng 7      | "Woody Wood-Pecker"                   | Kay Kyser        |       |
| 10 tháng 7     | "Woody Wood-Pecker"                   | Kay Kyser        |       |
| 17 tháng 7     | "Woody Wood-Pecker"                   | Kay Kyser        |       |
| 24 tháng 7     | "Woody Wood-Pecker"                   | Kay Kyser        |       |
| 31 tháng 7     | "Woody Wood-Pecker"                   | Kay Kyser        |       |
| 7 tháng 8      | "Woody Wood-Pecker"                   | Kay Kyser        |       |
| 14 tháng 8     | "You Call Everybody Darlin'"          | Al Trace         |       |
| 21 tháng 8     | "You Call Everybody Darlin'"          | Al Trace         |       |
| 28 tháng 8     | "Twelfth Street Rag"                  | Pee Wee Hunt     |       |
| 4 tháng 9      | "Twelfth Street Rag"                  | Pee Wee Hunt     |       |
| 11 tháng 9     | "Twelfth Street Rag"                  | Pee Wee Hunt     |       |
| 18 tháng 9     | "Twelfth Street Rag"                  | Pee Wee Hunt     |       |
| 25 tháng 9     | "Twelfth Street Rag"                  | Pee Wee Hunt     |       |
| 2 tháng 10     | "Twelfth Street Rag"                  | Pee Wee Hunt     |       |
| 9 tháng 10     | "A Tree in the Meadow"                | Margaret Whiting |       |
| 16 tháng 10    | "A Tree in the Meadow"                | Margaret Whiting |       |
| 23 tháng 10    | "Twelfth Street Rag"                  | Pee Wee Hunt     |       |
| 30 tháng 10    | "Twelfth Street Rag"                  | Pee Wee Hunt     |       |
| 6 tháng 11     | "Buttons and Bows"                    | Dinah Shore      |       |
| 13 tháng 11    | "Buttons and Bows"                    | Dinah Shore      |       |
| 20 tháng 11    | "Buttons and Bows"                    | Dinah Shore      |       |
| 27 tháng 11    | "Buttons and Bows"                    | Dinah Shore      |       |
| 4 tháng 12     | "Buttons and Bows"                    | Dinah Shore      |       |
| 11 tháng 12    | "Buttons and Bows"                    | Dinah Shore      |       |
| 18 tháng 12    | "Buttons and Bows"                    | Dinah Shore      |       |
| 25 tháng 12    | "Buttons and Bows"                    | Dinah Shore      |       |